# بنك مسعد
بنك مسعد (بالعبرية: בנק מסד‏) هو بنك إسرائيلي. تأسس في عام 1929، من قبل الهستدروت هامريوم (الاتحاد النقابي لمعلمي إسرائيل). البنك اليوم عبارة عن شركة تابعة لبنك فرست الدولي (حصة بنسبة 51٪)، مملوكة بشكل مشترك مع هيستدروت هاموريم.